# Văleni, Sălaj
Văleni (maghiară Szalonnavölgy) este un sat în comuna Cristolț din județul Sălaj, Transilvania, România.